# Dănicei
Dănicei est une commune roumaine située dans le județ de Vâlcea.